# Mesosemia traga
Mesosemia traga är en fjärilsart som beskrevs av William Chapman Hewitson 1859. Mesosemia traga ingår i släktet Mesosemia och familjen Riodinidae. Inga underarter finns listade i Catalogue of Life.